# 歐洲體育頻道
Eurosport Asia Pacific，在中國的名稱為歐洲體育頻道，坐擁賽事直播、專業評述、強大節目陣容的優勢，將國際體育大事一一呈現觀眾眼前。其公司在歐洲有4條頻道，包括Eurosport，Eurosport 2，Eurosportnews和British Eurosport。

### 合作關係

#### 奧運會
Eurosport一直是奥运会的官方合作伙伴和欧洲地区的电视转播机构，所以，播放的節目大多是奥运会的預賽。

#### 歐洲足協
Eurosport和歐洲足協也有非常好的合作關係，所以大多數的歐洲足協賽事都能在Eurosport上播放。

#### 網絡
Eurosport為了迎接2008年北京奧運，所以和北京奥运会互联网赞助商搜狐合作，在網上推出了eurosport.sports.sohu.com。從2007年5月21日開始，Eurosport與雅虎建立合作伙伴，並建立eurosport.yahoo.com網站。

### Eurosport Asia Pacific和Eurosport的分別
Eurosport Asia Pacific播放的節目大致上和Eurosport差不多，但Eurosport Asia Pacific比Eurosport播放的節目少。除了台標一樣外，其他的事是全部不同的。

### 直播賽事

#### 賽車
- 世界房車錦標賽
- 歐洲單車巡迴賽

#### 田徑
- EAA Outdoor Meeting
- ECup

#### 沙灘賽事
- 沙灘攬球Challenge Pro賽
- 歐洲沙灘足球聯賽

#### 航行
- Louis Vuitton Cup
- 美州盃

#### 網球
- WTA女子職業網球賽

#### 足球
- 歐洲17歲以下足球賽
- 歐洲19歲以下足球賽
- 歐洲女足盃
- 歐洲5人足球盃
- Meridian盃(UEFA-CAP CUP)
- 土倫盃

## 網址
- 官方網站 （页面存档备份，存于）
- 官方網站 (UK version) （页面存档备份，存于）